# The Fabulous Señorita
The Fabulous Senorita é um filme de comédia musical estadunidense dirigido por R. G. Springsteen e estrelado por Estelita Rodriguez, Robert Clarke e Nestor Paiva. Foi lançado em 1º de abril de 1952 pela Republic Pictures e veio no final de um ciclo de filmes com temática latino-americana, embora tenha apresentado a jovem e novata atriz Rita Moreno.

## Elenco
- Estelita Rodriguez como Estelita Rodriguez
- Robert Clarke como Jerry Taylor
- Nestor Paiva como José Rodriguez
- Marvin Kaplan como Clifford Van Kunkle
- Rita Moreno como Manuela Rodríguez
- Leon Belasco como Senhor Gonzales
- Tito Renaldo como Pedro Sanchez
- Tom Powers como Delaney
- Emory Parnell como Dean Bradshaw
- Olin Howland como Justice of the Peace
- Vito Scotti como Esteban Gonzales
- Martin Garralaga como Capitão da Polícia Garcia
- Nita Del Rey como Felice
- Joan Blake como Betty
- Frances Dominguez como Amelia
- Betty Farrington como Zeladora
- Norman Field como Dr. Campbell
- Clark Howat como Davis
- Frank Kreig como Motorista de táxi
- Dorothy Neumann como Sra. Black
- Elizabeth Slifer como Esposa do Juiz de Paz
- Charles Sullivan como motorista de táxi
- Arthur Walsh as Pete